# Associazione Calcio Imola 1970-1971
Questa pagina raccoglie le informazioni riguardanti l'Associazione Calcio Imola  nelle competizioni ufficiali della stagione 1970-1971.

## Rosa
| N. |                   | Ruolo | Calciatore        |
| -- | ----------------- | ----- | ----------------- |
|    | Italia (bandiera) | C     | Angelo Amadori    |
|    | Italia (bandiera) | D     | Gastone Andreoli  |
|    | Italia (bandiera) | A     | Vincenzo Bologna  |
|    | Italia (bandiera) | D     | Mauro Bonadonna   |
|    | Italia (bandiera) | P     | Cassani Idio      |
|    | Italia (bandiera) | P     | Franco Ciccarelli |
|    | Italia (bandiera) | A     | Roberto Fiorio    |
|    | Italia (bandiera) | C     | Ezio Gamberi      |
|    | Italia (bandiera) | D     | Claudio Govoni    |
|    | Italia (bandiera) | D     | Fausto Lodetti    |

| N. |                   | Ruolo | Calciatore         |
| -- | ----------------- | ----- | ------------------ |
|    | Italia (bandiera) | C     | Renato Luchitta    |
|    | Italia (bandiera) | A     | Cesare Mazzoli     |
|    | Italia (bandiera) | C     | Luciano Mazzotti   |
|    | Italia (bandiera) | C     | Meris Mirri        |
|    | Italia (bandiera) | C     | Roberto Montuschi  |
|    | Italia (bandiera) | D     | Mario Ricci        |
|    | Italia (bandiera) | C     | Giampiero Rubinato |
|    | Italia (bandiera) | A     | Serina             |
|    | Italia (bandiera) | A     | Piero Zini         |